# 캐리 (1952년 영화)
캐리(Carrie)는 미국에서 제작된 윌리엄 와일러 감독의 1952년 영화이다. 로렌스 올리비에 등이 주연으로 출연하였고 윌리엄 와일러 등이 제작에 참여하였다.

## 출연

### 주연
- 로렌스 올리비에
- 제니퍼 존스

### 조연
- 미리암 홉킨스
- 에디 알버트
- 배질 루이스댈
- 레이 틸
- 배리 켈리
- 사라 베너

## 제작진
- 원작자: 시어도어 드라이저
- 미술: 롤랜드 앤더슨
- 미술: 헐 페레이라
- 의상: 에디스 헤드